# Eunice gravieri
Eunice gravieri är en ringmaskart som beskrevs av Fauvel 1911. Eunice gravieri ingår i släktet Eunice och familjen Eunicidae. Inga underarter finns listade i Catalogue of Life.